# Rocket Knight
Rocket Knight è un videogioco a piattaforme pubblicato da Konami nel 2010. Distribuito tramite Xbox Live e PlayStation Network, il titolo segna il ritorno dell'opossum Sparkster, introdotto in Rocket Knight Adventures.